# Julie Hjorth-Hansen
Julie Hjorth-Hansen (født 10. juni 1984) er en dansk elitesvømmer, der stiller op for Sigma Nordsjælland. Hun har specielt har gjort sig gældende i medley, hvor hun har sat flere nordiske og danske rekorder. Hun deltog i sommer-OL 2008 i 200 og 400 m medley for Danmark. I 2004 vandt hun en bronzemedalje ved EM i kortbanesvømning 2004.

## Resultater
Julie Hjorth-Hansen er indehaver af den nordiske rekord på 200 m og 400 m distancen på langbane samt 200 m på kortbane. Dertil kommer den danske rekord på 100 m medley (kortbane).
I 2009 havde hun sat 22 danske rekorder.
Til EM i svømning 2006 opnåede hun 7. plads i både 200 m og 400 m medley, mens hun udgjorde brystsvømmeren på 4x100 m medleyholdet, der blev nr. 8.
Til VM på kortbane i 2007 blev hun nr. 5 i 200 m medley samt nr. 8 i 400 m medley.